# Mellicta noctula
Mellicta noctula är en fjärilsart som beskrevs av Hans Fruhstorfer 1923. Mellicta noctula ingår i släktet Mellicta och familjen praktfjärilar. Inga underarter finns listade i Catalogue of Life.